# Temaco
Temaco (in greco antico: Θημακός?, Thēmakós) era un demo dell'Attica.
La sua posizione è incerta: John S. Traill ha ipotizzato che fosse nell'asty presso l'idierna Īlioupolī, luogo del ritrovamento di un decreto la cui attribuzione al demo di Temaco è contestata; è stata infatti proposto che Temaco fosse nella Mesogea e non nell'asty. La localizzazione generale è forse ricavabile da Andocide.